# پارک نوبهار
پارک نوبهار پارکی در چهارراه نوبهار در بلوار نوبهار کرمانشاه است. این پارک در محلهٔ بیست و دو بهمن و در محدودهٔ شهرداری منطقه ۱ کرمانشاه قرار دارد. مساحت پارک نوبهار ۵۸۰۰ مترمربع است.

## تغییرات
در آذر ۱۳۸۹ رضا قاسمی‌فر شهردار وقت منطقه یک کرمانشاه از تبدیل پارک نوبهار به یکی از بهترین پارک‌های سطح شهر کرمانشاه از طریق استفاده از وسایل بازی استاندارد برای کودکان خبر داد. او ادعا کرد که تغییرات در این پارک «با نمونه‌برداری از پارک‌های زیبای کشور فنلاند» صورت می‌گیرد. بااین وجود تغییر قابل ملاحظه‌ای در پارک صورت نگرفت.

## امکانات
پارک نوبهار به سه بخش تقسیم شده و دو بخش آن با نام پارک خانواده و پارک کودک نامگذاری شده‌است. در پارک کودک، وسایل بازی کودکان نصب شده‌است.

## برنامه‌های فرهنگی
در سال‌های اخیر پارک نوبهار محل برگزاری برنامه‌های فرهنگی و طرح‌های اجتماعی بوده و شهرداری کرمانشاه و سازمان‌های دولتی در این پارک برنامه‌هایی از قبیل انجام طرح پاتوق محله در سال ۱۳۹۱ برپایی مراسم نوروزی بازار روز صنایع دستی در سال ۱۳۹۴ نمایشگاه‌های عکس، تصویرسازی و گرافیک و ... برگزار کرده‌اند.

## یادکردها
1. ↑  شوک‌آنلاین: پارک نوبهار به پارک حشیش معروف است، نوشته‌شده در ۱۵ مرداد ۱۳۹۸؛[پیوند مرده] بازدید در ۲۵ بهمن ۱۳۹۸.
2. ↑  خبرگزاری کردپرس: شناسایی ۴ هزار دانش‌آموز نیازمند در کرمانشاه، نوشته‌شده در ۳۰ شهریور ۱۳۹۶؛بازدید در ۲۵ بهمن ۱۳۹۸.
3. 1 2  خبرگزاری صدا و سیما: برپایی نوروزگاه‌هایی در مناطق هشت‌گانه شهر کرمانشاه، نوشته‌شده در ۱ فروردین ۱۳۹۷؛ بازدید در ۲۵ بهمن ۱۳۹۸.
4. ↑  شورای اسلامی شهر کرمانشاه: محل‌های توزیع نهال رایگان در سطح شهر به مناسبت روز درختکاری، نوشته‌شده در ۱۲ اسفند ۱۳۹۷؛ بایگانی‌شده  در ۳۱ دسامبر ۲۰۱۹ توسط Wayback Machine بازدید در ۲۵ بهمن ۱۳۹۸.
5. ↑  بزنیم بیرون: پارک‌ها و فضای سبز کرمانشاه در آینۀ آمار، نوشته‌شده در ۸ اردیبهشت ۱۳۹۶؛[پیوند مرده] بازدید در ۲۵ بهمن ۱۳۹۸.
6. ↑  خبرگزاری دانشجویان ایران (ایسنا): شهردار منطقۀ يک خبرداد: پارک «نوبهار» ازپارک‌های زیبای فنلاند نمونه‌برداری می‌شود/ نوروز ۹۰ چهرۀ منطقۀ «قره‌سو»ی کرمانشاه متفاوت‌تر از همیشه خواهد بود، نوشته‌شده در ۶ اذر ۱۳۸۹؛ بازدید در ۳ بهمن ۱۳۹۹.
7. ↑  خبرگزاری دانشجویان ایران (ایسنا): «نوبهار» به کانون بحران در کرمانشاه تبدیل شده‌است، نوشته‌شده در ۲۸ تیر ۱۳۹۶؛ بازدید در ۲۵ بهمن ۱۳۹۸.
8. ↑  خبرگزاری فارس: طرح پاتوق محله در ۷ پارک کرمانشاه اجرا می‌شود، نوشته‌شده در ۹ خرداد ۱۳۹۱؛ بازدید در ۲۵ بهمن ۱۳۹۸.
9. ↑  باشگاه خبرنگاران جوان: برپایی ۸ مکان نوروزی در سطح شهر کرمانشاه، نوشته‌شده در ۱ فروردین ۱۳۹۷؛ بازدید در ۲۵ بهمن ۱۳۹۸.
10. ↑  خبرگزاری شبستان: آغاز به کار اولین بازار روز صنایع دستی در کرمانشاه/ حمایت از صنعتگران برای حضور در عرصه‌های ملی، نوشته‌شده در ۲۸ بهمن ۱۳۹۴؛ بازدید در ۲۵ بهمن ۱۳۹۸.
11. ↑  خبرگزاری بین‌المللی قرآن (ایقنا): برگزاری ویژه‌برنامۀ «یلدای دلتنگی» ویژۀ نکوداشت درگذشتگان زلزله، نوشته‌شده در ۲۹ آذر ۱۳۹۶؛ بازدید در ۲۵ بهمن ۱۳۹۸.
12. ↑  پایگاه خبری بازی‌دراز: نمایشگاه مشترک عکس و نقاشی «تا ثریا» در کرمانشاه برگزار شد، نوشته‌شده در ۲۸ مهر ۱۳۹۸؛ بایگانی‌شده  در ۲۰۱۹-۱۰-۲۱ توسط Wayback Machine بازدید در ۲۵ بهمن ۱۳۹۸.